# 雅各布·福斯梅德
雅各布·福斯梅德（瑞典語：Jakob Forssmed，1974年12月28日—），瑞典政治家。
2022年10月，福斯梅德出任首相乌尔夫·克里斯特松内阁社会事务和公共卫生大臣。